# Belizes damlandslag i volleyboll
Belizes damlandslag i volleyboll representerar Belize i volleyboll på damsidan. Laget har deltagit i centralamerikanska mästerskapet och centralamerikanska och karibiska spelen ett stort antal gånger. Det har också deltagit i kval till VM.

### Fotnoter
1. 1 2 3 4 5 6 7 8 9 10 11  ”PALMARES CAMPEONATOS CENTROAMERICANOS MAYORES FEMENINOS” (på spanska). AFECAVOL. https://www.afecavol.org/media/933860/palmares-mayor-femenino.pdf. Läst 21 oktober 2023.
2. ↑  Senaste tillfället då någon kontrollerade att de inmatade tabelluppgifterna stämmer. Uppgifter kan ha matats in senare utan att kontrolleras av någon annan